# دالة شغل

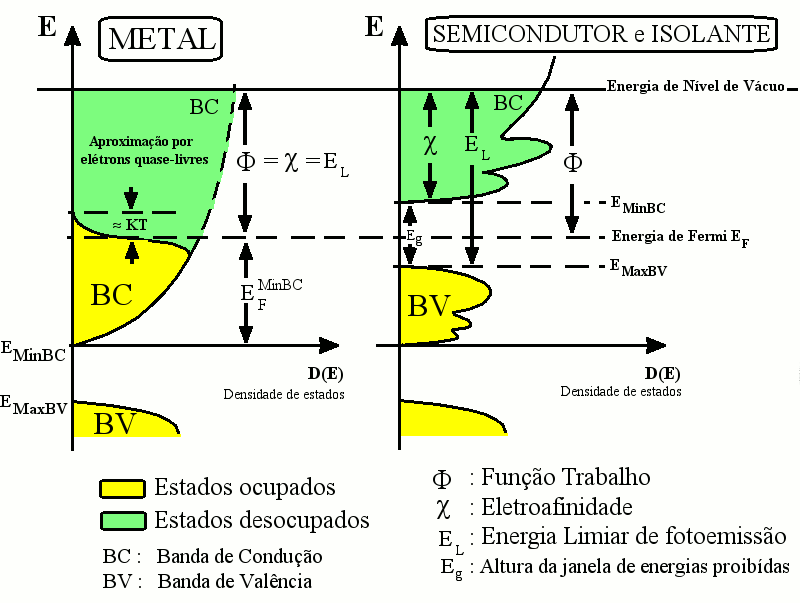

دالة الشغل  في الكيمياء والفيزياء (بالإنجليزية:  work function)‏ هي أقل طاقة يحتاجها الألكترون لكي يُنتزع من سطح مادة صلبة . ويعني هنا مجرد انتزاع إلكترون ليصبح بعيدا عن باقي الذرات ولكنه يبقى على مقربة من السطح . تشكل دالة الطاقة هذه إحدى الخواص النوعية للمادة .
تتسم المادة الصلبة بتوزيع إلكتروني بين الذرات فيما يسمى نطاق توصيل . بالنسبة إلى ذرة منفردة تشغل إلكترونات الذرة غلافا حول نواة الذرة يعرف بالمدارات، ويمكن للمدارات اتخاذ مستويات للطاقة محددة . أما في حالة الذرات في مادة صلبة فتشغل الإلكترونات الخارجية للذرات حيز التوصيل الذي يعتبر غلافا إلكترونيا جماعيا . وقد يكون نطاق التوصيل ممتلئ بالكامل أو قد يكون محدود الاكتمال . في المعادن يوجد داخل نظاق التوصيل ما يسمى مستوى فيرمي Fermi level ، مما يعني أن النطاق ليس مشغولا بالكامل بالإلكترونات .
أما في مادة غير موصلة للكهرباء يكون مستوى فيرمي  في فتحة في نطاق التوصيل، مما يعني أن نطاق التوصيل يكون فارغا من الإلكترونات. في تلك الحالة تكون الطاقة اللازمة لإخراج أحد الإلكترونات من المعدن مساوية لمجموع فتحة النظاق (طاقة الفتحة ) والألفة الإلكترونية .

## دالة الشغل الكهرضوئي
دالة الشغل هي أقل طاقة لا بد للإلكترون من الحصول عليها لكي يتحرر من سطح مادة معينة . وفي التأثير الكهرضوئي تتم إثارة الإلكترون عندما يمتص فوتونا ضوئيا . فإذا كانت طاقة الفوتون أكبر من دالة الشغل (النوعية) يتحرر الإلكترون ويغادر سطح المادة . والطاقة الزائدة عن طاقة تحرر الإلكترون تظهر على الإلكترون في صورة طاقة حركة.
وتعطى دالة الشغل الكهرضوئي بالمعادلة :
{\displaystyle \phi =hf_{0}\,}
حيث :
{\displaystyle h\,} ثابت بلانك
and {\displaystyle f_{0}\,} هي أقل تردد للفوتون يمكنه إخراج الإلكترون من سطح المادة (تسمى تلك الظاهرة أيضا انبعاث كهرضوئي).

## نموذج غاز إلكترونات حرة
طبقا لنمودج الإلكترونات الحرة تحوم إلكترونات التكافؤ حرة داخل المعدن فيما يُشبه ببئر كولومي أو جهد كولومي {\displaystyle U} ينتهي عند سطح المعدن . وعندما يكون النظام في الحالة القاعية تكون المستويات ذات طاقة أقل من مستوى فيرمي مشغولة، أما المستويات التي فوق طاقة فيرمي فلا تكون مشغولة بإلكترونات. وتكون الطاقة اللازمة لتحرير إلكترون من مستوى فيرمي (أي إخراجه من البئر) هي دالة الشغل .
(وصف شكل بئر كولوم وشغله بالإلكترونات (الشكل في الويكيبيديا الإنجليزية): تشغل الإلكترونات مستويات الطاقة في البئر من أسفل إلى أعلى . ويُصطلح أن تكون الطاقة عند فوهة البئر مساوية للصفر . أي أن الإلكترون المتحرر من البئر تكون له طاقة موجبة الإشارة (وهذا عادي بالنسبة لنا) ، وبالتالي تكون طاقة الإلكترونات المحبوسة في البئر فتكون إشارتها سالبة. ولنفترض ذرة بها 3 إلكترونات، تبدأ الإلكترونات بشغل البئر من أسفل، فيأخذ 2 إلكترون مستوي الطاقة 2s (طبقا لمبدأ استبعاد باولي) ويشغل الإلكترون الثالث مستوي طاقة أعلى فيكون شاغرا «لمستوى فيرمي». فإذا كان عمق البئر U فيكون مستوى فيرمي فيه {\displaystyle E_{F}} وهو يحتسب بحسب التعريف من القاع. فتكون الطاقة اللازمة لإخراج الإلكترون الثالث من البئر :
W= U - {\displaystyle E_{F}}
وهي تساوي دالة الشغل، وتقدر وحدتها إلكترون فولت للإلكترون الواحد، ونظرا لتعاملنا في المختبرات يتضمن عينات كبيرة، فتكون الوحدة المستخدمة المناسبة لها هي جول.لكي تعرف العلاقة بين وحدة الإكترون فولت والجول (96.485 كيلوجول/مول = 1 إلكترون فولت/جسيم)
.

## دالة الشغل للتأين الحراري
تهمنا دالة الشغل أيضا في نظرية الإشعاع بالتأين الحراري . وفيها يكتسب الإلكترون الطاقة اللازمة لتحريره من الحرارة وليس عن طريق فوتونات ضوئية . وطبقا لمعادلة ريتشاردسون-دوشمان ترتبط كثافة تيار اشعاع الإلكترونات (إصدار إلكترونات) ( J (A/m2) ب درجة الحرارة المطلقة T بالعلاقة :
{\displaystyle J=AT^{2}e^{-W \over kT}}
حيث :
( J (A/m2 التيار بوحدة أمبير/متر مربع
W دالة شغل المعدن ,
k ثابت بولتزمان،
و A ثابت التناسب وهو يسمى «ثابت ريتشاردسون» والذي يُعطى بالمعادلة :
{\displaystyle A={4\pi mk^{2}e \over h^{3}}=1.20173\times 10^{6}\;\mathrm {Am^{-2}K^{-2}} }
حيث:
m و -e كتلة الإلكترون وشحنته ,
h  ثابت بلانك.
نواجه ظاهرة الإشعاع بالتأين الحراري في فتيل اللمبة المعتادة وفي كاثود الصمامات الإلكترونية حيث يستخدم معدن التنجستن لصناعة الفتيل . وتبلغ دالة الشغل للتنجستن نحو 5و4 إلكترون فولت ، وقد تنخفض عن ذلك قليلا بسبب شوائب .